# Xyris navicularis
Xyris navicularis är en gräsväxtart som beskrevs av August Heinrich Rudolf Grisebach. Xyris navicularis ingår i släktet Xyris och familjen Xyridaceae. Inga underarter finns listade i Catalogue of Life.